# Horornis
Horornis — рід горобцеподібних птахів родини Cettiidae. Містить 13 видів.

## Поширення
Рід поширений в Південній, Східній, Південно-Східній Азії та на заході Океанії. Мешкають у заростях чагарників або очерету.

## Види
- Horornis canturians
- Очеретянка китайська (Horornis diphone)
- Очеретянка лусонська (Horornis seebohmi)
- Очеретянка палауська (Horornis annae)
- Очеретянка меланезійська (Horornis parens)
- Очеретянка бугенвільська (Horornis haddeni)
- Очеретянка фіджійська (Horornis ruficapilla)
- Очеретянка іржастоголова (Horornis carolinae)
- Очеретянка вохриста (Horornis fortipes)
- Очеретянка сундайська (Horornis vulcanius)
- Очеретянка непальська (Horornis flavolivaceus)
- Очеретянка бамбукова (Horornis acanthizoides)
- Широкохвістка гімалайська (Horornis brunnescens)